# El Gran Grifón
El Gran Grifón fue el buque insignia del escuadrón de suministros que formó parte de la Armada española durante la llamada Armada Invencible. Fue construida y fletada en el puerto alemán de Rostock. Naufragó en las cercanías de la isla Fair en Escocia, localizada a medio camino entre Shetland y las Orcadas, el 27 de septiembre de 1588.
El barco, que era de 650 toneladas y contaba con 38 cañones, navegó bajo el mando y la bandera de Juan Gómez de Medina y no, como se cita a menudo, bajo el mando de Alonso de Guzmán y Sotomayor, séptimo duque de Medina Sidonia, almirante de España y comandante de la Armada.
Había sido atacado por el Revenge, quedando gravemente dañada en la incursión por el Canal de la Mancha. Consiguió escapar por mar abierto y llegar hasta el mar del Norte, donde más tarde se encontró con el resto de la Armada española. Una tormenta inusualmente fuerte y las mareas obligaron a los barcos a cruzar entre Noruega y las islas del Norte durante aproximadamente una semana antes de llegar al océano Atlántico. Teniendo a la vista las costas de Irlanda, muchos barcos fueron arrojados hacia el norte por otra tormenta. Hundiéndose algunos barcos, El Gran Grifón tuvo que realizar algunas misiones de salvamento, recuperando 43 marinos y 234 soldados de otros barcos.
Cuando llegó a la isla Fair el 27 de septiembre de 1588 tratando de encontrar un refugio para efectuar reparaciones, ancló en Swartz Geo. No obstante, la marea llevó a la nave a tierra y acabó estrellándose contra las rocas de Stroms Hellier. La tripulación y los soldados llegaron a tierra, y quedaron varados en la isla durante unos dos meses antes de que Andrew Umphray, el propietario de la isla, se enterara de los marineros naufragados y llevara a Gómez de Medina a las islas Shetland. La mayoría de los marineros españoles partieron primero hacia las Orcadas (donde todavía se les recuerda como los "Westray Dons"), y luego a Edimburgo. 50 de los hombres murieron en isla Fair, bien por inanición, por hambruna o a consecuencia de sus heridas. Fueron enterrados en la llamada "Tumba de los españoles". La mitad de los sobrevivientes murieron cuando su barco en ruta a España fue atacado y encallado por cañoneros holandeses alertados por la Royal Navy.
Colin Martin y Sydney Wignall excavaron el naufragio de El Gran Grifón en 1970. En 1984, una delegación de España plantó una cruz de hierro en el cementerio de la isla en memoria de los marineros que habían muerto allí.